# Sol (construction)
Pour les articles homonymes, voir Sol.

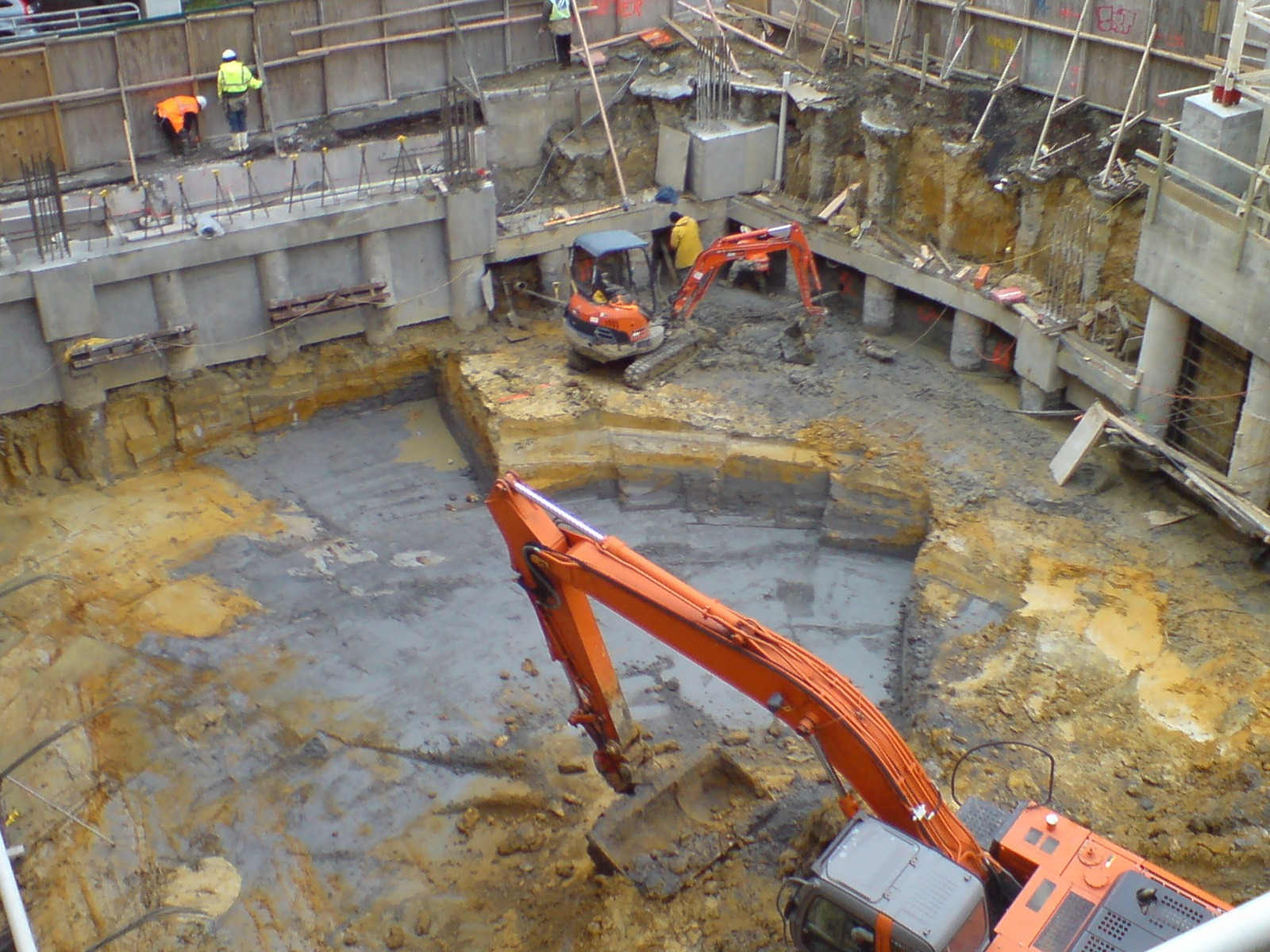
Chantier de construction avec murs de soutènement.

Le sol dans la construction, désigne la zone du terrain qui est importante pour la construction d'un bâtiment.
Les propriétés du sous-sol sont particulièrement importantes pour les fondations d’un bâtiment. Une propriété essentielle est la capacité portante, c'est-à-dire sa capacité à absorber les charges de la structure sans provoquer de tassement important ou de soulèvement lié au gel (voir également lentille de glace) ou de rupture du sol (en). En règle générale, le chantier est constitué de différentes couches et types de sol peuvent également , et des eaux souterraines être présentes. 
Les propriétés du sous-sol sont principalement déterminées par les types et les classes de sols. Ces propriétés varient considérablement d’une région à l’autre, en fonction de leur origine géologiques. Elles varient parfois considérablement localement. Par conséquent, avant le début des travaux de construction, le sol doit être examiné de manière adéquate dans le cadre d'une analyse de sol afin de déterminer son aptitude à être un chantier de construction.

## Composition
Une distinction fondamentale est faite entre les sols organiques et inorganiques. Le sol organique est constitué par exemple d'humus, de tourbe ou de lignite et ne convient pas comme sol de construction car il risque de s'affaisser fortement. Les sols inorganiques sont constitués, par exemple, de sable, de gravier ou de roches et constituent un sol de construction approprié.
Cependant, les sols peuvent être différenciés non seulement par leur teneur en matière organique, mais également par leur type. Sur la base de la norme DIN 1054 (de) de l'Institut allemand de normalisation par exemple, les types de sols suivants peuvent être définis en :
- la roche (roche solide) est très solide à l’état non altéré et possède donc une capacité de charge suffisante. Cependant, les mesures préparatoires nécessaires à la construction de bâtiments peuvent être très complexes, car la roche est très difficile à enlever. Un dynamitage peut alors s'avérer nécessaire.
- le sol naturel (roche meuble) formé par des processus géologiques tels que l’altération et le dépôt. La capacité de charge peut être faible à très élevée, selon le sol sous-jacent.
- le sol remblayé (remblai) est créé par remblayage ou remplissage. Selon le degré de compactage, le remblai présente une capacité de charge faible à élevée.

Les sols naturels ou remblayés peuvent être divisés en sols cohésifs et non cohésifs en fonction de leur composition.
La déformabilité des sols décrit la propriété des sols de changer de forme sous l'influence notamment de la charge d'une construction.